# فلیکس سالیناس
فلیکس سالیناس (اسپانیایی: Félix Salinas‎؛ زادهٔ ۱۱ مهٔ ۱۹۳۹) بازیکن فوتبال اهل پرو بود.
از باشگاه‌هایی که در آن بازی کرده‌است می‌توان به باشگاه فوتبال نیکاکسا، باشگاه فوتبال اونیورسیتاریو ده دپورتس، و باشگاه فوتبال پوئبلا اشاره کرد.
وی همچنین در تیم ملی فوتبال پرو بازی کرده‌است.